# Angela Quast
Angela Quast (* 1965 in Hamburg) ist eine deutsche Schauspielerin und Synchronsprecherin.

## Leben
Quast schloss die Schauspielschule in Hamburg ab. Als Schauspielerin ist sie als Hostess in dem Film Das Urteil zu sehen.
Weiterhin ist sie als Synchronsprecherin bekannt. Sie lieh Tommy aus der Zeichentrickserie Rugrats, Eliza aus der Serie Expedition der Stachelbeeren, Mona, dem Vampir, in der gleichnamigen Serie, sowie der Noelle Sussman aus der Serie Gingers Welt und Tutenstein aus der gleichnamigen Serie ihre Stimme.

## Filmografie
- 1997: Das Urteil
- 1997–1998: Alphateam – Die Lebensretter im OP (55 Folgen)

## Synchronisation
- 1991–2004: Rugrats – Rolle: Tommy
- 1997: Weihnachtsmann & Co. KG – Rolle: Gilfi
- 1998–2004: Expedition der Stachelbeeren – Rolle: Eliza
- 1999–2003: Mona der Vampir – Titelrolle: Mona Parker
- 2005–2006: Tutenstein – Titelrolle: Tutenstein
- 2000–2004: Gingers Welt – Rolle: Noelle Sussman
- 2000–2002: Mimis Plan – Titelrolle: Mimi Morten
- 2002–2007: Naruto (Haku)
- 2008–2010: Die Meeresprinzessinnen
- seit 2010: League of Legends (LeBlanc)
- 2012: Naruto Shippuden (4, Folgen)
- seit 2016: Willkommen bei den Louds – Rolle: Luna Loud
- 2017–2018: Safiras – Rolle: Fidusa